# أمور شخصية (فلم)
أمور شخصية هو فيلم درامي فلسطيني أُنتج عام 2016، من إخراج وكتابة المخرجة الفلسطينية مها الحاج، وعُرض من ضمن قسم "نظرة ما" في مهرجان كان السينمائي 2016. ويتحدث عن عائلة فلسطينية مشتتة بين ثلاث مدن وحياتهم الروتينية ومشاكلهم الحياتية والعائلية. وعُرض في العديد من دور العرض والمهرجانات السينمائية العالمية.

## قصة الفيلم
يدمج الفيلم في قصته بين أربع قصص، لعائلة من أجيال مختلفة، جيل النكبة والجيل الثالث ما بعدها، وهذه العائلة مشتتة بين أراضي فلسطين المحتلة عام 1948، والضفة الغربية، وأوروبا. حيث يعيش الأبوان صلاح وزوجته نبيلة في الناصرة، فيقضي الزوج وقته في عمله ولا يتواصل مع زوجته إلا فيما ندر، فيما تقضي هي وقتها في الطبخ، والحياكة، ومشاهدة التلفاز، فيعيش الاثنان متجاهلين لبعضهم البعض. وفي رام الله، يعيش أبناؤهم سمر وطارق، حيث تعتني سمر بجدها المصاب بالخرف. وفي تلك الأثناء يعرض الفيلم قصة زوج سمر جورج الميكانيكي الذي يجد نفسه صدفة في عروض تقديم للتمثيل في فيلم أمريكي، مما يتيح له الفرصة للذهاب إلى حيفا حيث رأى البحر الأبيض المتوسط لأول مرة في حياته. أما ابنهم طارق فيقول أنه هرب إلى رام الله ليتجنب تعاسة والديه. كما ويعرض الفيلم قصة ابنهم الثاني هشام الذي هاجر إلى ستوكهولم نافياً نفسه بعيداً عن جذوره، ويضغط على أخيه طارق أن يقنع والديه لزيارته في السويد. فيتنقل المشاهد بين هذه القصص الأربع ما بين الحواجز، والأحلام، والسياسة منهم من يريد الرحيل ومنهم من يريد البقاء لكن الأكيد هو أن جميعهم لديهم أمور شخصية لحلها. فيسعى الفيلم إلى تقديم الفلسطيني بهمومه الإنسانية والشخصية العادية بعيدًا عن الفلسطيني المُحتل فقط، فالهوية الفلسطينية لها جوانب متعددة يجب تسليط الضوء عليها لا على الهوية المُحتلة فقط.

## جوائز
حاز الفيلم على العديد من الجوائز، منها:
- جائزة أفضل فيلم روائي من مهرجان حيفا السينمائي الدولي في أكتوبر/تشرين الأول عام 2016، في حيفا.
- جائزة BNB باربيا للنقاد من الدورة 38 من مهرجان سينمد للأفلام في أكتوبر/تشرين الأول 2016، في مونبلييه.
- جائزة Archie لأفضل أول فيلم روائي من مهرجان فيلاديلفيا للأفلام في أكتوبر/ تشرين الأول 2016.